# Franz Wiedemann

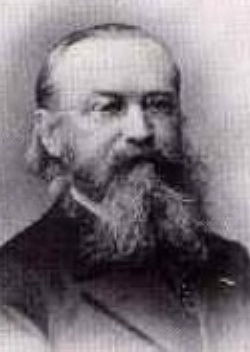
Franz Wiedemann

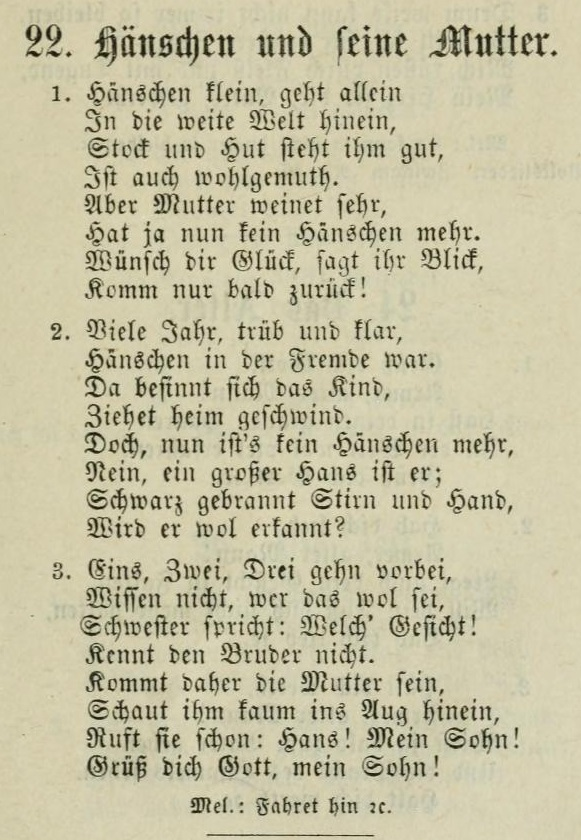
Hänschen und seine Mutter, 1877

Franz Hermann Wiedemann (* 23. Januar 1821 in Wittgensdorf; † 30. Oktober 1882 in Dresden) war ein deutscher Pädagoge und Schriftsteller. Er war zunächst Lehrer am König’schen Institut in Dresden, ab 1847 wurde er Lehrer an der 4. Bezirksschule in Dresden. Zu seinen bekanntesten Liedtexten zählen Hänschen klein und Wo’s Dörflein dort zu Ende geht.

## Werke (Auswahl)
- Nazi, der Geißbub. Eine Erzählung aus den Salzburger Alpen. Ehlermann, Dresden 1865
- Goldbrunnen (zusammen mit Gustav Süs) Zeichnungen. Meinhold, Dresden 1858
- Die Waldkapelle. Erzählung für das Alter von 10 bis 14 Jahren. Ehlermann, Dresden 1864
- Samenkörner für Kinderherzen: als Grundlage für den ersten Religionsunterricht, nach den zehn Geboten und den christlichen Festtagen geordnet, nebst einem Anhange kleiner Lieder nach bekannten leichten Melodien, für Kinder von 6 bis 8 Jahren.  G. Dietze, Dresden 1852 (10. Auflage 1877)
- Geschichten, wie sie die Kinder gern haben. Meinhold, Dresden 1860. Digitalisierte Ausgabe der Universitäts- und Landesbibliothek Düsseldorf